# Proterospastis proletaria
Proterospastis proletaria är en fjärilsart som beskrevs av Edward Meyrick 1921. Proterospastis proletaria ingår i släktet Proterospastis och familjen äkta malar.
Artens utbredningsområde är Sri Lanka. Inga underarter finns listade i Catalogue of Life.